# Eux (album)
Eux è un album in studio della cantante franco-italiana Dalida, pubblicato nel 1963 da Barclay.

## Tracce
Lato A
1. Eux
2. Quand revient l'été
3. Que la vie était jolie
4. Ah! Quelle merveille

Lato B
1. Sois heureux
2. Le jour du retour
3. Loop de loop
4. Chez moi